# Marichen Luiperth
Marichen Jolandi Luiperth, née le 17 décembre 1985 à Swakopmund, est un mannequin namibien ayant été couronné Miss Namibie en 2007.

## Biographie
Marichen Luiperth naît le 17 décembre 1985 à Swakopmund, étant la deuxième enfant d'une fratrie de cinq grandissant dans le quartier de Tamariskia.
Elle intègre la Namib High School (en) en 2002. Dès l'âge de 12 ans, elle participe à des concours de beauté (Miss Barbie en 1997, Miss Valentine, Miss Malaika en 2004 avant d'être couronnée Miss Erongo, Miss Tamariskia et en 2005 Miss Unam). En 2007, alors qu'elle vient d'être diplômée en sciences de l'information de l'université de Namibie, elle est couronnée Miss Namibie,.
Elle participe également au concours Miss Monde 2007 à Sanya le 1er décembre 2007.
En 2015, elle participe au concours Face of The Grove Mall (en) of Namibia.
En 2016, elle est mère d'un garçon, travaille au ministère des Technologies de l'information et de la communication et poursuit ses études pour obtenir un master voire un doctorat.